# Carina Rosenvinge Christiansen
Carina Rosenvinge Christiansen (née le 17 mars 1991 à Aalborg au Danemark) est une archère danoise. Elle est médaillée de bronze aux championnats du monde de tir à l'arc en 2013.

## Biographie
Carina Rosenvinge Christiansen participe à ses premiers Jeux olympiques en 2012. Elle atteint son premier podium mondial dans l'épreuve par équipe en 2013.

## Palmarès
- Jeux olympiques[2]
  - 8e à l'épreuve par équipe femme aux Jeux olympiques d'été de 2012 à Londres  (avec Maja Jager et Louise Laursen).
  - 9e à l'individuel femme aux Jeux olympiques d'été de 2012 à Londres.

- Championnats du monde[1]
  -  Médaille de bronze à l'épreuve par équipe femme aux championnats du monde 2013 à Antalya (avec Maja Jager et Anne Marie Laursen).

- Coupe du monde[1]
  -  Médaille de bronze à l'épreuve par équipe femme à la coupe du monde 2013 de Wrocław.